# Let Me Ride
"Let Me Ride" é o terceiro e último single lançado por Dr. Dre do álbum The Chronic de 1992. O single rendeu à Dre um Grammy na categoria Melhor Performance Rap Solo em 94. Snoop Doggy Dogg faz alguns vocais na música e as cantoras Jewell e Ruben cantam o refrão. O rapper RBX escreveu secretamente as letras da canção para Dr. Dre, e explica como Dre veio a usar as letras (que RBX originalmente escreveu para outra música) no livro How to Rap. Let Me Ride ajudou The Chronic a ganhar platina tripla (mais de três milhões de cópias vendidas)

## Vídeo clipe
O vídeo foi dirigido pelo próprio Dre em algumas localidades ao redor de Los Angeles e foi nomeado para o MTV Video Music Awards na categoria melhor clipe de Hip Hop. O clipe começa com Dre assistindo em sua casa o programa $20 Dollar Sack Pyramid atendendo um telefonema o convidando para um show do Parliament. Ele então sai em seu Impala rebaixado e a música começa.
Snoop Dogg faz algumas aparições no clipe e Ice Cube pode ser visto saindo de um banheiro feminino dizendo "Damn right it was a good day ("Com certeza esse foi um bom dia"), se referindo ao seu hit single de 92. The Lady of Rage também faz uma aparição no clipe. Enquanto Dre está assistindo 20$ Dollar Sack Pyramid, os rappers Warren G e The D.O.C. podem ser vistos como participantes do programa.

## Lista de faixas
- CD single[2]

1. "Let Me Ride" (Radio Mix) - 4:22
2. "Let Me Ride" (Extended Club Mix) - 11:01
3. "One Eight Seven" - 4:18

- 12" vinil[3]

1. "Let Me Ride" (Extended Club Mix) - 11:01
2. "Let Me Ride" (Radio Mix) - 4:22
3. "One Eight Seven" - 4:18

- US 12" vinil[4]

1. "Let Me Ride" (Extended Club Mix) - 11:01
2. "Let Me Ride" (Radio Mix) - 4:22
3. "Let Me Ride" (LP Version) - 4:47

- Cassette single

1. "Let Me Ride" (Radio Mix) - 4:22
2. "Let Me Ride" (Extended Club Mix) - 11:01

## Desempenho nas paradas
| Tabelas (1993)                                       | Melhor posição |
| ---------------------------------------------------- | -------------- |
| Estados Unidos (Billboard Hot 100)                   | 34             |
| Estados Unidos (Billboard R&B/Hip-Hop Songs)         | 34             |
| Estados Unidos (Billboard Rhythmic)                  | 21             |
| Estados Unidos (Billboard R&B/Hip-Hop Airplay)       | 52             |
| Estados Unidos (Billboard Hot Dance Music/Club Play) | 5              |
| Estados Unidos (Billboard Radio Songs)               | 44             |
| Estados Unidos (Billboard Dance Club Songs)          | 45             |
| Estados Unidos (Billboard Hot Rap Songs)             | 3              |
| Prêmios e indicações                                 | Resultado      |
| Estados Unidos (Grammy Awards Melhor rap solo)       | Venceu         |